# Eukiefferiella stagnalis
Eukiefferiella stagnalis är en tvåvingeart som först beskrevs av Maurice Emile Marie Goetghebuer 1932.  Eukiefferiella stagnalis ingår i släktet Eukiefferiella och familjen fjädermyggor.
Artens utbredningsområde är Belgien. Inga underarter finns listade i Catalogue of Life.